# Ferdinand Blumentritt (muzikant)
Ferdinand Blumentritt (Břevnov , Praag, 12 december 1841- Rotterdam, 9 juni 1903) was een Nederlands contrabassist en kapelmeester van Boheemse afkomst.
Hij werd geboren binnen het schoenmakersgezin van Ferdinand Blumentritt en Anna Jansky. Hijzelf trouwde op 12 november 1873 met Anna Caroline Wilhelmine Baganz (Fischer). Hij werd begraven op Algemene Begraafplaats Crooswijk, alwaar in 1904 een monument ter nagedachtenis werd geplaatst. Het ontwerp daarvoor was afkomstig van architect C.N. van Goor. Kleinzoon Felix Blumentritt was pianist en leidde een muziekschool.
Hij kwam in 1862 naar Rotterdam om er te gaan spelen in het orkest van de Hoogduitse opera. In 1874/1875 was hij te vinden in Leiden, Hij was er kapelmeester van de plaatselijke schutterij en docent aan de Muziekschool voor de Toonkunst. Even later was hij alweer terug in Rotterdam, ook weer als kapelmeester in dit geval van het korps hoornblazers. Voorts gaf hij er les in harmonieleer, contrapunt en orkestratie. Daarnaast gaf hij langdurig leiding aan het orkest Symphonia (1874-1896).
Van zijn hand verscheen een aantal werken zoals ouvertures, canons, fuga’s, cantates, een orgelsonate en liederen. Een van zijn laatste werken was de Koningin Wilhelminawals (opus 52).
In 2011 verscheen een kleine biografie (49 pagina’s) geschreven door Jan Tolboom en uitgegeven in eigen beheer. Muzikant  Jules Zagwijn, een van de oprichters van het Rotterdams Philharmonisch Orkest, was een leerling van hem.
- International Standard Name Identifier: 0000 0003 8771 1114
- Nederlandse Thesaurus van Auteursnamen: 329144901
- Virtual International Authority File: 280708347
- WorldCat: E39PBJy8yRt3dYC7ygQPQYk7HC